# Ліонель Мпасі
Ліонель Мпасі Нзау (фр. Lionnel Mpasi Nzau, нар. 1 серпня 1994, Мо, Франція) — конголезький футболіст, воротар французького клубу «Родез» та національної збірної ДР Конго.

## Ігрова кар'єра

### Клубна
Ліонель Мпасі народився у передмісті Парижа містечку Мо у родині переселенців з Заїру. Займатися футболом почав в академії столичного «Парі Сен-Жермен». Але провів лише три матчі за другу команду парижан і в 2012 році відбув до «Тулузи». Де також не зумів пробитися до основи, три сезони виступаючи за дубль «Тулузи» у Національному дивізіоні 3.
Сезон 2016/17 Мпасі почав у клубі «Родез», який виступав у Національному чемпіонаті 2. Поступово Мпасі став основним воротарем команди і разом з клубом зумів вибороти право на підвищення до Ліги 2.

### Збірна
Міжнародну кар'єру Мпасі починав, граючи за юнацькі збірні Франції. Але у 2022 році прийняв запрошення і 1 лютого того року у товариському матчі проти команди Бахрейну Ліонель Мпасі дебютував у складі національної збірної ДР Конго.
У січні 2024 року у складі збірної Мпасі брав участь у Кубку африканських націй у Кот-д'Івуарі.